# 澳洲盲鰻
澳洲盲鰻，（學名：Myxine australis）為盲鳗科盲鰻屬的其中一種，分布於西南大西洋阿根廷南部、智利南部及火地島海域，棲息深度10-100公尺，體延長呈圓柱狀，體後方側扁，眼退化為皮膚所覆蓋，無上下頜，身體粉紅色，頭部白色，體長可達60公分，棲息在泥底質海域，屬肉食性，沒有交配器官，性腺位於腹膜腔內，卵巢位於性腺的前部，睾丸位於性腺的後部，若性腺的顱部發育，則動物成為雌性；若性腺的尾部發生分化，則動物成為雄性，生活習性不明。